# دوک‌نشین بورگونی
دوک‌نشین بورگوندی (بورگونی) (‎/ˈbɜːrɡəndi/‎؛ لاتین: Ducatus Burgundiae؛ فرانسوی: Duché de Bourgogne‎، هلندی: Hertogdom Bourgondië) در قرن نهم به عنوان یکی از جانشینان پادشاهی بورگوندی‌های باستان ظهور کرد، که پس از فتح آن توسط امپراتوری فرانک در سال ۵۳۲ بخش تشکیل دهنده آن را تشکیل داده بود. پس از تقسیمات قرن نهم فرانسه، بقایای پادشاهی بورگوندی توسط پادشاه روبر دوم در سال ۱۰۰۴ به درجه دوک کاهش یافت. پسر و وارث روبر دوم، پادشاه هانری یکم دوک‌نشین را به ارث برد، اما آن را در سال ۱۰۳۲ به برادر کوچکترش روبر واگذار کرد. بخش‌های دیگر به امپراتوری پادشاهی آرل، از جمله کنت‌نشین بورگوندی (فرانش-کنته) منتقل شده بود. 
روبر جد بزرگ خاندان بورگوندی، یک شاخه فرعی از دودمان کاپتی بود و بر سرزمینی حکمرانی کرد که تقریباً با مرزها و قلمروهای منطقه بورگوندی (بورگوین) امروزی مطابقت داشت. پس از انقراض سلسله مردان بورگوندی با مرگ دوک فیلیپ یکم در سال ۱۳۶۱، دوک‌نشین به ژان دوم، پادشاه فرانسه و سلطنت دودمان والوآ بازگشت. پس از سال ۱۳۶۳، زمانی که پادشاه ژان دوم، دوک‌نشینی را به پسر کوچکتر خود فیلیپ جسور واگذار کرد، دوک‌نشین بورگوندی در یک مجموعه سرزمینی بزرگتر جذب شد. با ازدواج خود با کنتس مارگارت سوم از فلاندر، او پایه و اساس یک ایالت بورگوندی را گذاشت که در شمال به کشورهای سفلی که مجموعاً به عنوان هلند بورگوندی شناخته می‌شوند، گسترش یافت. پس از تصاحب بیشتر کنت‌نشین بورگوندی، هلند، و لوکزامبورگ، خاندان والوآ-بورگوندی در تصرف چندین شاه فرانسوی و امپراتور مقدس روم که از آلپ غربی تا دریای شمال امتداد داشتند، به نوعی یادآور فرانک میانی در قلمروی لوتارنژی بود.
نحوه تقسیم این دوک‌نشین یکی از دلایل اصلی اختلاف بین دودمان هابسبورگ و پادشاهی فرانسه تحت عنوان رقابت فرانسه و هابسبورگ بود که چندین قرن طول کشید.
دوک‌نشین بورگوندی به خودی خود یکی از بزرگترین قلمروهای دوک‌نشینی بود که در زمان ظهور ابتدای دوران مدرن اروپا وجود داشت. با این حال، پس از اندکی بیش از صد سال حکومت والوآ-بورگوندی، آخرین دوک آن، شارل جسور به جنگ‌های بورگوندی شتافت و در سال ۱۴۷۷ نبرد نانسی کشته شد. انقراض این سلسله منجر به جذب خود دوک‌نشین توسط پادشاه لوئی یازدهم به فرانسه به عنوان سرزمین تاج شد، در حالی که بخش عمده‌ای از املاک بورگوندی در کشورهای سفلی به دختر شارل، ماری و فرزندان هابسبورگ او رسید.